# Santo Sepolcro (Pisa)
Santo Sepolcro (italsky Chiesa del Santo Sepolcro, česky Kostel svatého hrobu) je katolický kostel v Pise.
Byl postaven ve 12. století (první dochovaná zmínka pochází z roku 1113) podle návrhu Diotisalvi, architekta pisánského baptisteria. Kostel byl určen pro maltézský řád. Má oktagonální půdorys a do 16. století byl obklopen portikem. Centrální tambur, nesený osmi oblouky, je navýšený kónickou špicí.
Pojmenování po Svatém hrobu odkazuje na relikvie přivezené do Pisy arcibiskupem Dagobertem po jeho účasti na první křížové výpravě. Struktura budovy připomíná Skalní dóm v Jeruzalémě, obsazený křižáky roku 1099.
Portál je zdoben mramorovými zvířaty a lvími hlavami. Interiér, přestavěný roku 1720 v barokním stylu, byl zničen v 19. století. Zbytky původního vybavení zahrnují relikviář sv. Ubaldeska (15. století), náhrobek Marie Mancini, neteře Mazarinovy, a malbu Madona s dítětem z 15. století.
Nedokončená malá věž je postavena v pisánsko-románském stylu a má obdélníkový půdorys.

## Galerie

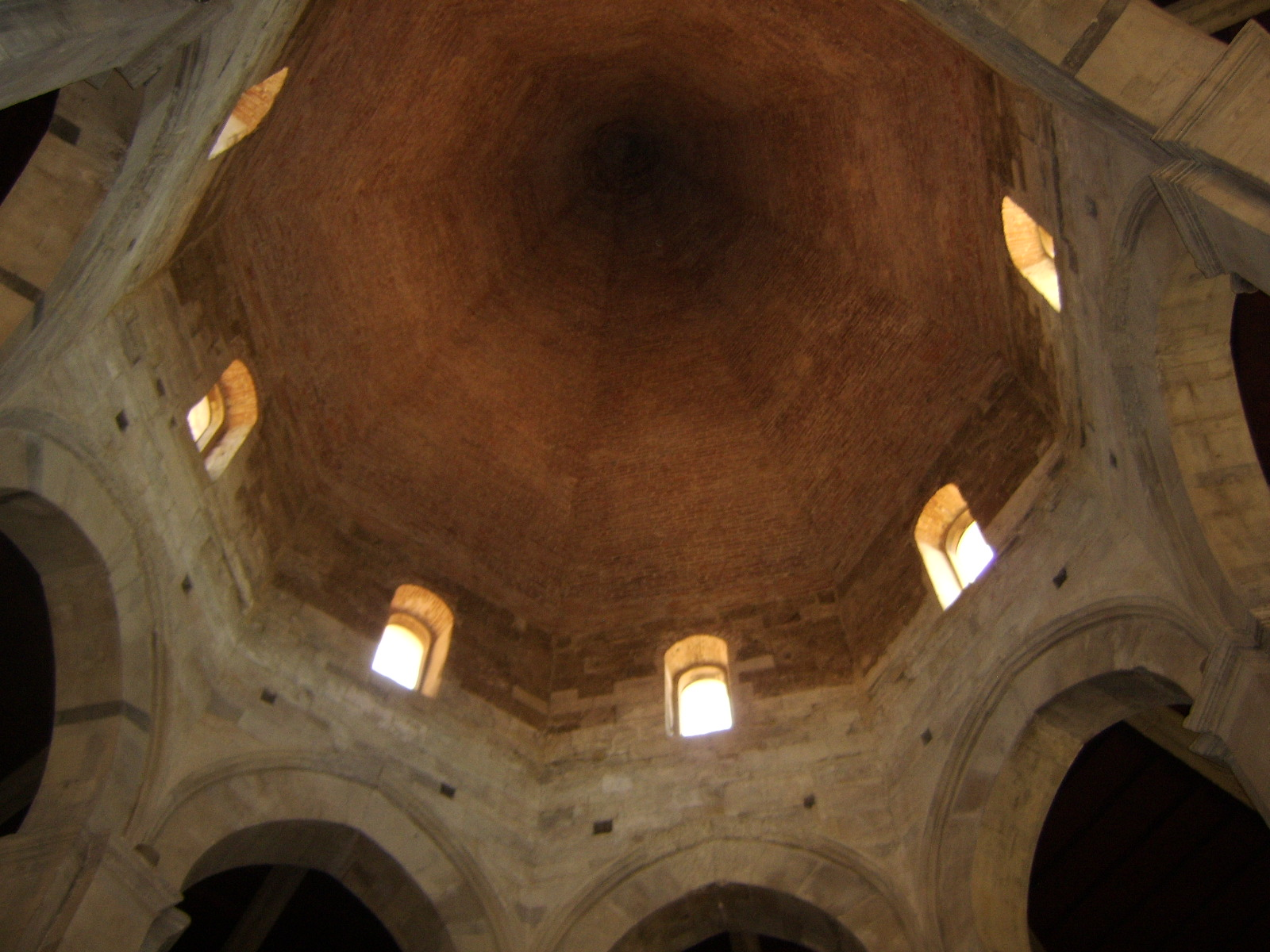
Interiér kostela
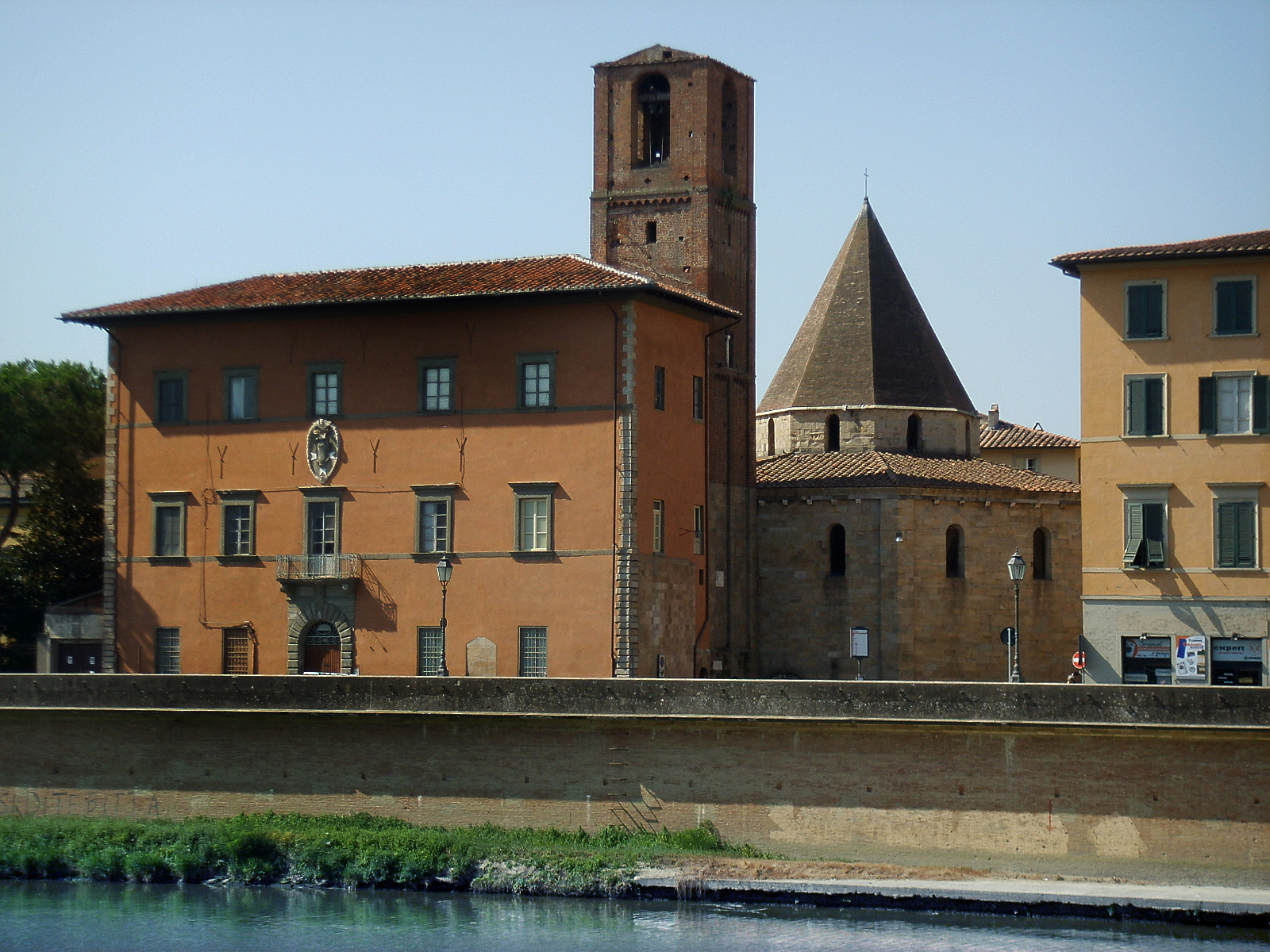
Pohled na kostel
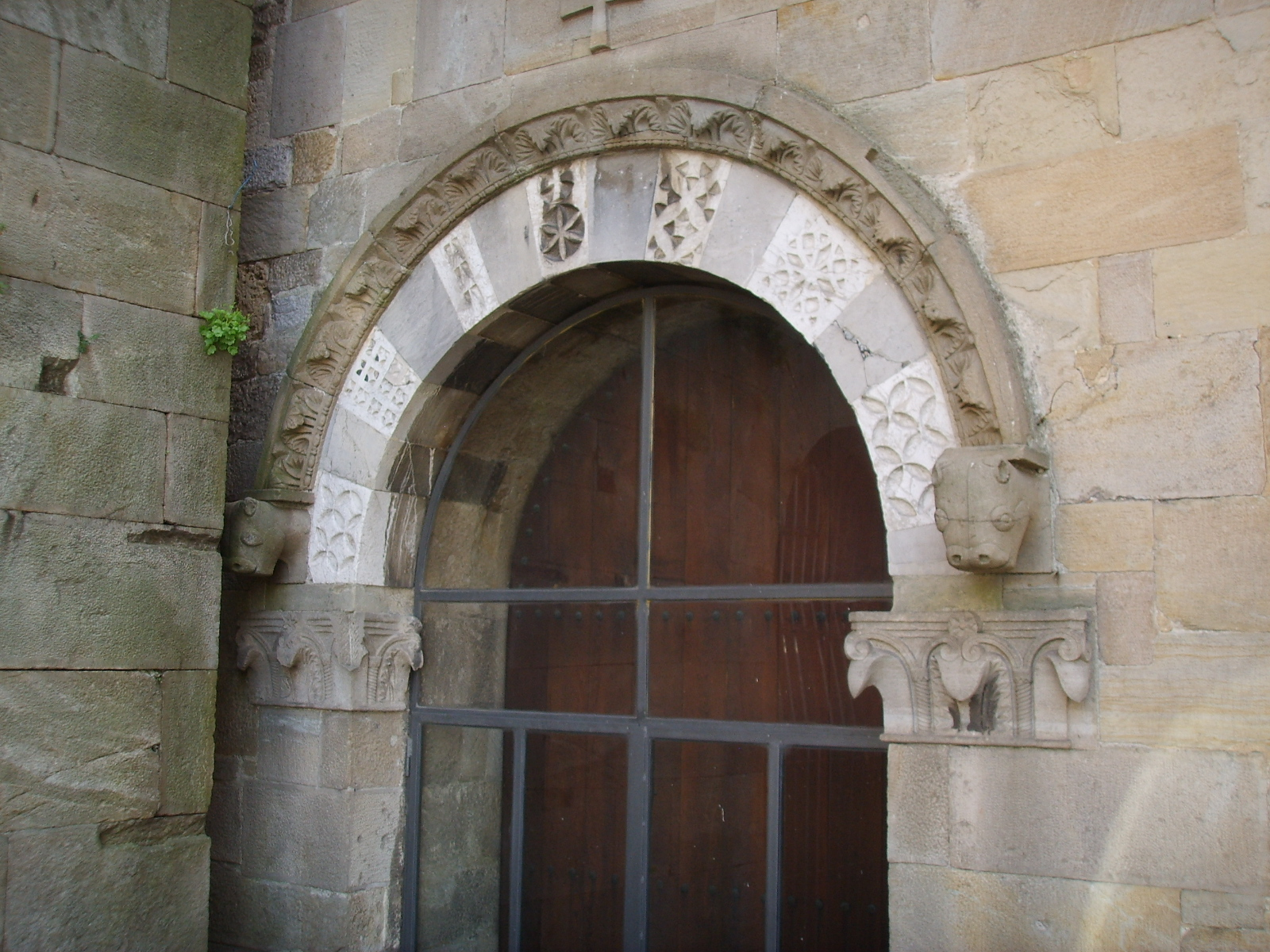
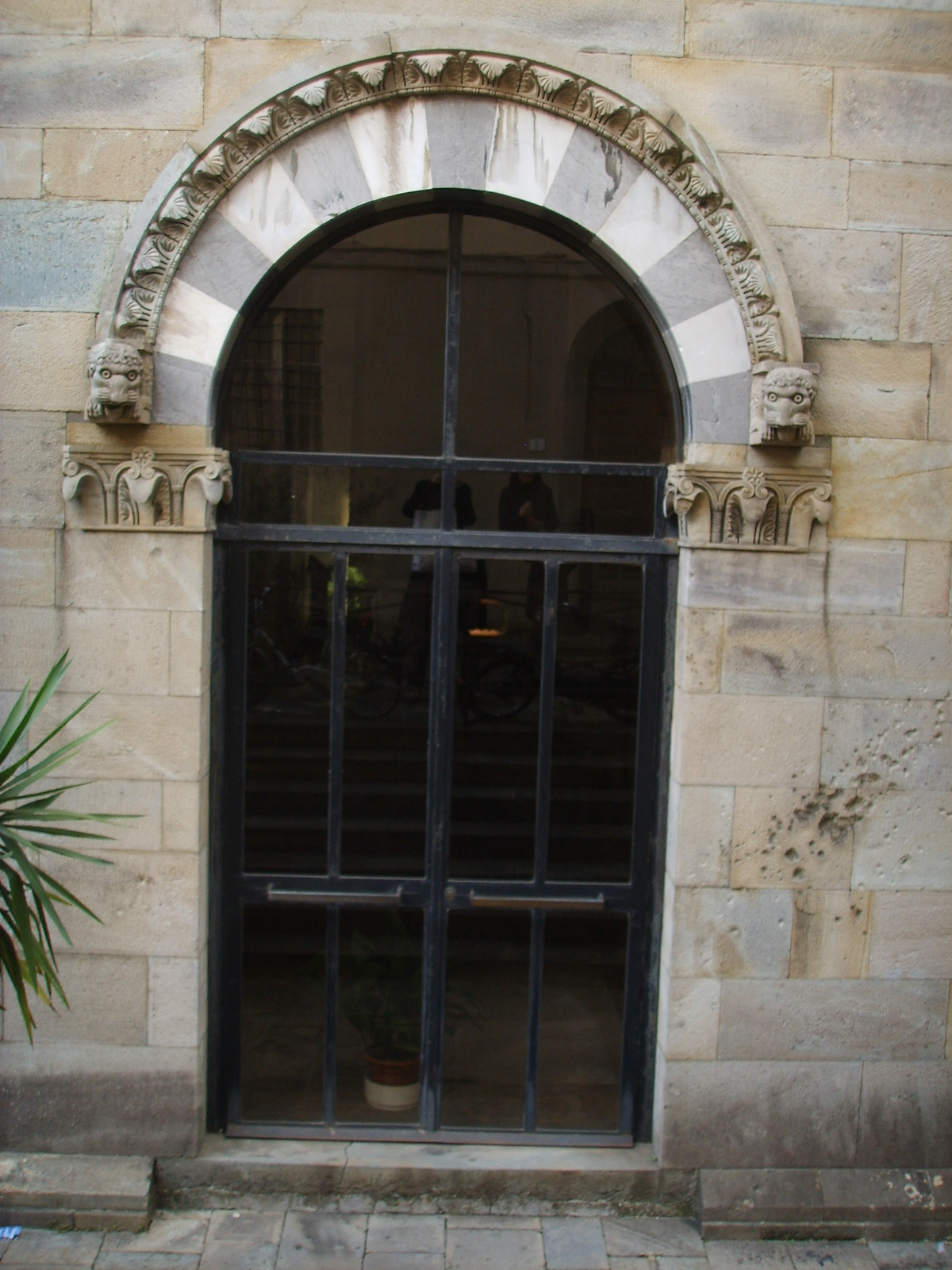
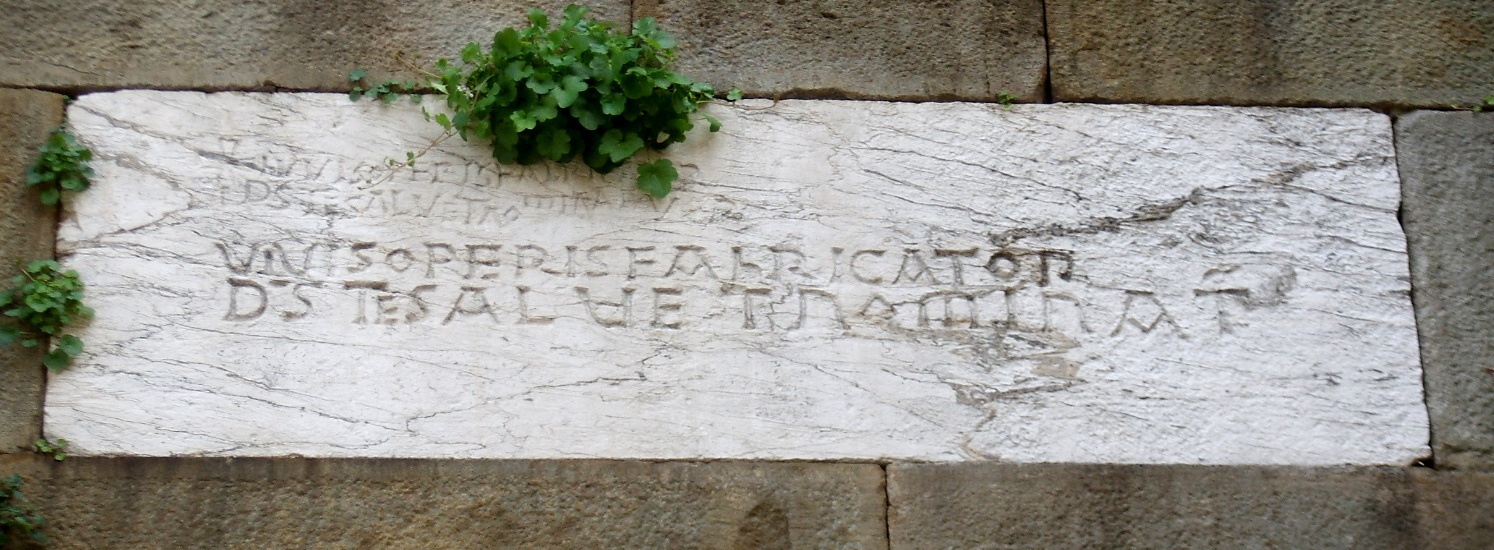
"Diotisalvi"